# Barbonne-Fayel
Barbonne-Fayel is een gemeente in het Franse departement Marne (regio Grand Est) en telt 493 inwoners (1999). De plaats maakt deel uit van het arrondissement Épernay.

## Geografie
De oppervlakte van Barbonne-Fayel bedraagt 24,2 km², de bevolkingsdichtheid is 20,4 inwoners per km².
De onderstaande kaart toont de ligging van Barbonne-Fayel met de belangrijkste infrastructuur en aangrenzende gemeenten.

## Demografie
Onderstaande figuur toont het verloop van het inwonertal (bron: INSEE-tellingen).